# Piramide di Maslow

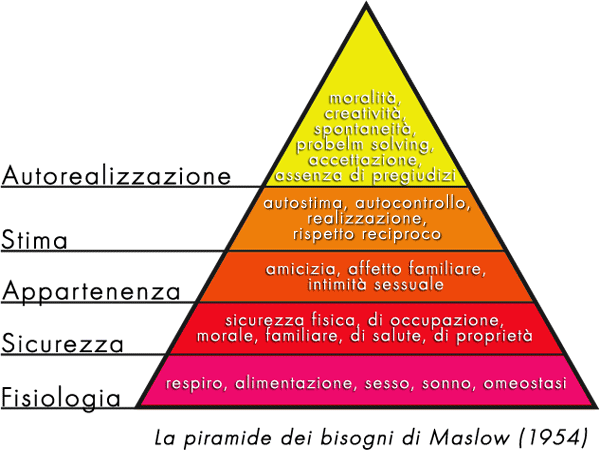
Piramide di Maslow: gerarchia delle necessità.

La piramide di Maslow, nota anche come scala gerarchica dei bisogni umani o piramide della motivazione, è una teoria psicologica proposta da Abraham Maslow nella sua opera A Theory of Human Motivation del 1943, successivamente ampliata negli anni successivi. La teoria ha ottenuto un'enorme notorietà non solo in ambito psicologico, ma anche nei settori del marketing, della pubblicità e della gestione aziendale.
Maslow descrisse una gerarchia di bisogni umani, sottolineando come sia fondamentale soddisfare prima i bisogni di base (collocati nella parte inferiore della piramide), per poter poi accedere alla soddisfazione di bisogni e desideri di livello superiore (parte alta della piramide).

## Gerarchia delle necessità
La gerarchia dei bisogni proposta da Maslow è comunemente rappresentata come una piramide articolata in cinque livelli. I primi quattro sono definiti “bisogni di deficit” (deficit needs o D-needs), mentre l’ultimo, posto al vertice della piramide, è definito “autorealizzazione” o “bisogno di essere” (being needs o B-needs).
Secondo Maslow, è possibile accedere ai bisogni superiori solo dopo aver soddisfatto quelli più fondamentali, e ogni essere umano tende naturalmente verso la realizzazione di sé. Le forze di sviluppo orientano verso un’ascesa nella gerarchia, mentre le forze regressive possono riportare l’individuo verso i livelli inferiori, soprattutto in condizioni di crisi o insicurezza.
La piramide è così suddivisa:
1. Bisogni fisiologici
Comprendono le necessità essenziali per la sopravvivenza e l’equilibrio fisiologico (omeostasi), come:
– respirazione, idratazione e alimentazione;
– riposo, eliminazione dei rifiuti corporei;
– evitare il dolore;
– mantenere una temperatura corporea adeguata;
– bisogni sessuali.
2. Bisogni di sicurezza
Emergono una volta soddisfatti i bisogni fisiologici e riguardano la protezione e la stabilità:
– sicurezza fisica e salute;
– protezione economica e abitativa;
– stabilità nell’ambiente sociale e lavorativo.
3. Bisogni sociali (appartenenza)
Riguardano la necessità di relazioni significative:
– legami affettivi, amicizie, relazioni familiari e di coppia;
– senso di accettazione e appartenenza a un gruppo.
4. Bisogni di stima
Si dividono in due categorie:
– stima superiore, legata all’autorispetto, all’indipendenza, alla fiducia e al senso di competenza;
– stima inferiore, che riguarda il riconoscimento da parte degli altri: apprezzamento, status, reputazione, rispetto sociale.
Il mancato soddisfacimento di questi bisogni può generare bassa autostima e sentimenti di inferiorità, mentre la loro realizzazione rafforza l’autovalutazione e motiva ulteriormente verso l’autorealizzazione.
5. Bisogno di autorealizzazione
È il bisogno psicologico più elevato, associato allo sviluppo pieno del proprio potenziale, alla realizzazione di sé attraverso attività significative e coerenti con i propri valori. Si manifesta solo quando i bisogni sottostanti sono soddisfatti.
Maslow identificò alcune personalità illustri come esempi di autorealizzazione, tra cui Abraham Lincoln, Albert Einstein, Eleanor Roosevelt e Mahatma Gandhi. Dallo studio delle loro biografie, emerse una serie di tratti comuni: realismo, autonomia, originalità, resistenza al conformismo, profondo senso etico e capacità di vivere esperienze in modo intenso e significativo. Queste persone mostravano anche una forte accettazione di sé e degli altri, umorismo non ostile, creatività e una spiccata tendenza all'autenticità.

## Metanecessità e metapatologie
Nella fase più matura del suo pensiero, Abraham Maslow approfondisce il concetto di autorealizzazione introducendo le metanecessità (o valori-B), ovvero bisogni superiori che vanno oltre la semplice soddisfazione delle necessità di base. Tra questi valori si annoverano: verità, bontà, unità, integrità, trascendenza degli opposti, vitalità, unicità, perfezione, giustizia, ordine, semplicità, ricchezza ambientale, forza, senso ludico, autosufficienza e ricerca di significato.
Quando tali metanecessità non vengano soddisfatte, emergono le metapatologie: manifestazioni di disagio esistenziale che si traducono in cinismo, disgusto, depressione, apatia emotiva e alienazione. Questi stati riflettono un'interruzione nel processo di crescita personale e nell'espressione del pieno potenziale umano.

## Caratteristiche generali della teoria di Maslow
Secondo Maslow, solo le necessità non soddisfatte influenzano il comportamento delle persone, poiché una necessità soddisfatta non genera motivazione. I bisogni biologici sono innati, mentre le altre necessità emergono con il passare del tempo. Man mano che una persona riesce a soddisfare le necessità basilari, cominciano a manifestarsi necessità di livello superiore. Tuttavia, non tutti gli individui avvertono il bisogno di autorealizzazione, poiché essa rappresenta una conquista individuale e non un obiettivo universale.
Le necessità più elevate non si attivano automaticamente non appena quelle inferiori vengono soddisfatte; sebbene possano coesistere, le necessità basilari avranno sempre la predominanza sulle superiori. Inoltre, le necessità basilari richiedono un ciclo motivazionale relativamente breve per essere soddisfatte, mentre le necessità superiori implicano un ciclo più lungo e complesso.

### Ciclo del processo
Maslow definì nella sua piramide le necessità basiche dell'individuo in una maniera gerarchica, collocando quelle più semplici alla base della piramide, e quelle più rilevanti o fondamentali in cima alla stessa; man mano che le necessità vengono soddisfatte o raggiunte ne sorgono delle altre di un livello superiore o maggiore. Nell'ultima fase si trova l'autorealizzazione, che non è altro che un livello di felicità piena e uno stato di armonia.

## Critiche alla sua teoria
Secondo Manfred Max-Neef e Martin Hopenhayn nel libro Human Scale Development (1989), e anche secondo Paul Ekins in Real-Life Economics: Understanding Wealth Creation, a questo concetto di Maslow si attribuisce la legittimazione della piramidalità sociale. Se le necessità sono gerarchizzate e sono infinite, anche la società si configurerà gerarchicamente e solo la cuspide accede al “di più”, a costo di mantenere in basso una base sempre più ampia e priva delle necessità dei livelli superiori. Questo si contrappone alla visione dello sviluppo a misura d'uomo, dove si stipula che le necessità sono poche, finite, classificabili e universali. Formano un sistema a misura d'uomo nove necessità con quattro forme di realizzazione: sussistenza, protezione, affetto, comprensione, partecipazione, creazione, ricreazione, identità e libertà, mediante l'essere, l'avere, il fare e il relazionarsi. Lo sviluppo a misura d'uomo contrasta con l'idea dell'economia classica, in cui le necessità umane sono infinite, e propone la dualità tra necessità e mezzi per soddisfarle, che sono variabili secondo la singola persona e la sua appartenenza a una particolare cultura.
Mahmoud A. Wahba e Lawrence G. Bridwell realizzarono in Maslow Reconsidered: A Review of Research on the Need Hierarchy Theory (1976) una revisione estesa della teoria di Maslow e riscontrarono pochi argomenti che provassero che questo ordine delle necessità di Maslow fosse così o che esistesse realmente una qualsiasi gerarchia.

### Posizione riguardo al sesso
La posizione e il valore del sesso sulla piramide è stata anche fonte di critiche riguardo alla gerarchia di Maslow. La gerarchia di Maslow colloca il sesso nella categoria dei bisogni primari, insieme al cibo e alla respirazione; tiene conto del sesso esclusivamente da una prospettiva individualistica. 
Per esempio, il sesso è collocato con altri bisogni fisiologici che devono essere soddisfatti prima che una persona consideri livelli "più elevati" di motivazione. Alcuni critici ritengono che questa posizione del sesso trascuri le implicazioni emotive, familiari ed evolutive del sesso all'interno della comunità, sebbene altri sottolineino che questo è vero per tutti i bisogni di base. 
Inoltre, in netto contrasto con gli altri bisogni elencati, è chiaro che il sesso non è un bisogno universale. Questo è evidente nei bambini, e anche gli adulti possono scegliere di vivere tutta la loro vita senza di esso, ma possono comunque ottenere bisogni più elevati. Lo stesso non si può dire per le altre esigenze elencate.